# Артур (мультсериал)
«Артур» (англ. Arthur) — анимационный мультсериал для детей от 4 до 8 лет, разработанный Кэти Во (Kathy Waugh) для телесети PBS и спродюсированный студией WGBH.

## Описание
Действие сериала разворачивается в вымышленном американском городе Элвуд-Сити и вращается вокруг жизни антропоморфного трубкозуба Артура Рида, его друзей и семьи, а также их ежедневного взаимодействия друг с другом. Телесериал основан на серии книг об Артуре, написанных и проиллюстрированных Марком Брауном. Производство сериала было впервые объявлено в 1995 году бостонской студией WGBH Boston и монреальской студией CINAR, а первая серия вышла в эфир 7 октября 1996 года. Всего было выпущено 25 сезонов и 153 эпизода длительностью около 30 минут.
Пилотный эпизод спин-оффа «Открытки от Бастера» вышел в эфир в декабре 2003 года в эпизоде 8 сезона сериала «Артур». «Открытки от Бастера» транслировались с 11 октября 2004 года по 20 февраля 2012 года с перерывом с ноября 2008 по февраль 2012 года. В июне 2018 года было объявлено, что сериал «Артур» будет продлён на ещё четыре серии, до 25-го сезона. Впоследствии 27 июля 2021 года было объявлено, что 25-й сезон станет последним. Показ мультсериала «Артур» на PBS Kids завершился 21 февраля 2022 года.
«Артура» хвалят за решение важных проблем, с которыми сталкиваются семьи, таких как астма, дислексия, рак, диабет и аутизм. Мультсериал также поощряет чтение и отношения с семьёй и друзьями, объясняя, что у людей разные характеры, убеждения и интересы. После «Южного Парка» и «Симпсонов», «Артур» считается третьим самым продолжительным мультсериалом в США.

## Сюжет
Главный герой Артур Рид (Arthur Read) является антропоморфным коричневым трубкозубом, живущим в вымышленном городе Элвуд-Сити (Elwood City). Он учится в третьем классе начальной школы Лейквуда (Lakewood Elementary School). Его родители работают на дому: отец Дэвид (David) работает поваром, а мать Джейн (Jane) — бухгалтером. Также Артур имеет двух сестёр: Дору Уинифред (Dora Winifred «D.W.» Read) и Кейт (Kate). А ещё у Артура есть собака Пал (Pal) и несколько друзей, которые происходят из разных этнических и социально-экономических слоёв, и сам Артур также иногда встречается с членами своей большой семьи.
Элвуд-Сити изображается в основном как пригородный район, который имеет сильное сходство с районом Бостона. Также имеются отсылки к городу Эри в штате Пенсильвания. В частности, местный торговый центр в сериале называется «Mill Creek Mall», что является отсылкой к Millcreek Mall.

## «Артур» в России
Российская компания «Новый Диск» выпустила несколько видеоигр по мотивам сериала «Артур». Во всех играх Артура озвучил Николай Борисович Быстров. В 2002 году были выпущены игры «Артур: Строим домик на дереве» и «Артур: Конкурс добрых дел», а в 2003 году была выпущена игра «Артур: На работу с родителями». Релиз в сети Интернет состоялся в августе 2006 года. В 2019 году русский дубляж показывался на телеканале «Рыжий», однако сейчас он не показывается и считается утерянным.